# Oneida County (Idaho)
Oneida County is een county in de Amerikaanse staat Idaho.
De county heeft een landoppervlakte van 3.109 km² en telt 4.125 inwoners (volkstelling 2000). De hoofdplaats is Malad City.